# Gheorghe Stamate
Gheorghe Stamate (n. 1 februarie 1962, Galați) este un fost portar care a jucat numai la Oțelul Galați. De 7 ani, el ocupă la Oțelul Galați funcția de magazioner al clubului. Gheorghe Stamate are un băiat care se numește Andrei Mihai Stamate.A fost întotdeauna portarul de rezervă a lui Tudorel Calugăru. 

## Activitate
- ASA Câmpulung Moldovenesc (1981-1983)
- Oțelul Galați (1983-1984)
- Dunărea CSU Galați (1983-1984)
- Oțelul Galați (1984-1985)
- Dunărea CSU Galați (1985-1987)
- Oțelul Galați (1986-1987)
- Oțelul Galați (1987-1988)
- Gloria CFR Galați (1988-1989)
- Oțelul Galați (1989-1993)